# Iglesia episcopal anglicana del Brasil
La Iglesia Episcopal Anglicana del Brasil (IEAB por sus siglas en portugués: Igreja Episcopal Anglicana do Brasil) es una provincia eclesiástica de la Comunión anglicana que abarca todo el territorio de la República Federal del Brasil. La provincia está formada por nueve diócesis, cada una de ellas dirigida por un obispo, de entre los cuales uno es elegido como obispo primado.

## Historia
La presencia formal del anglicanismo en el Brasil se inició hacia 1810, con el establecimiento de algunas capellanías de la Iglesia de Inglaterra para ciudadanos británicos. Posteriormente se organizaron grupos de otras nacionalidades y brasileños independientes, por eso, la Iglesia Episcopal Anglicana del Brasil es fruto de la unión de tres grupos anglicanos diferentes, que se habían establecido en el país.
Los primeros anglicanos que arribaron al Brasil fueron ciudadanos británicos durante los periodos Joanino (1808-1821) e Imperial (1822-1888), que formaron diversas capillas. El segundo arribo de anglicanos llegó a São Paulo junto a inmigrantes japoneses de fe anglicana, como consecuencia de ello, la mayoría de los anglicanos en ese estado son japoneses o descendientes de japoneses. Posteriormente, misioneros estadounidenses (de la Iglesia Episcopal) llegaron desde Virginia en 1890, trayendo con ellos una postura más evangélica (Low Church), y estableciéndose especialmente en los estados de Pelotas y Rio Grande do Sul.
La "Misión Americana" emancipó sus iglesias brasileñas en 1907, y estas se unieron con las capellanías de origen inglés en 1955, formando la Iglesia Episcopal Anglicana del Brasil, bajo la supervisión directa del Arzobispo de Canterbury, como su metropolitano. En 1965, la iglesia brasileña logró su completa autonomía, transformándose en provincia eclesiástica autónoma de la Comunión Anglicana.
Su doctrina y liturgia se apegan a la tradición anglicana de amplio criterio, aceptando en su seno tendencias de tipo evangélica (Low Church), anglo-católica (High Church) y liberal (Broad Church). Asimismo, se caracteriza por su fuerte apoyo al movimiento ecuménico.
Es administrada por un gobierno eclesiástico de tipo episcopal de lineamiento teológico moderado-liberal (en el 2006). Posee 90 parroquias y 150 misiones, distribuidas en 9 diócesis con cerca de 120.000 miembros activos (según cifras de la propia iglesia).

## Cuestiones sociales
La iglesia defiende principalmente la línea del Evangelio social, con una libre interpretación de la Biblia como libro sagrado, manifestándose en contra del fanatismo religioso, además de rechazar tajantemente los actos de odio, tales como la violencia doméstica, el sexismo, el racismo, la homofobia y la xenofobia, poniendo especial énfasis en las distintas desigualdades socioeconómicas, además de acoger y prestar apoyo a los grupos históricamente marginalizados, tales como las minorías étnicas y sexuales, los sectores más desposeídos, como los campesinos sin tierra y las víctimas de abusos. En consecuencia, como iglesia inclusiva, realiza la bendición de parejas del mismo sexo, argumentando que "todos los bautizados, fieles y obedientes a Dios, independientemente de su orientación sexual, son miembros plenos del Cuerpo de Cristo, la Iglesia".

## Diócesis y distrito misionero

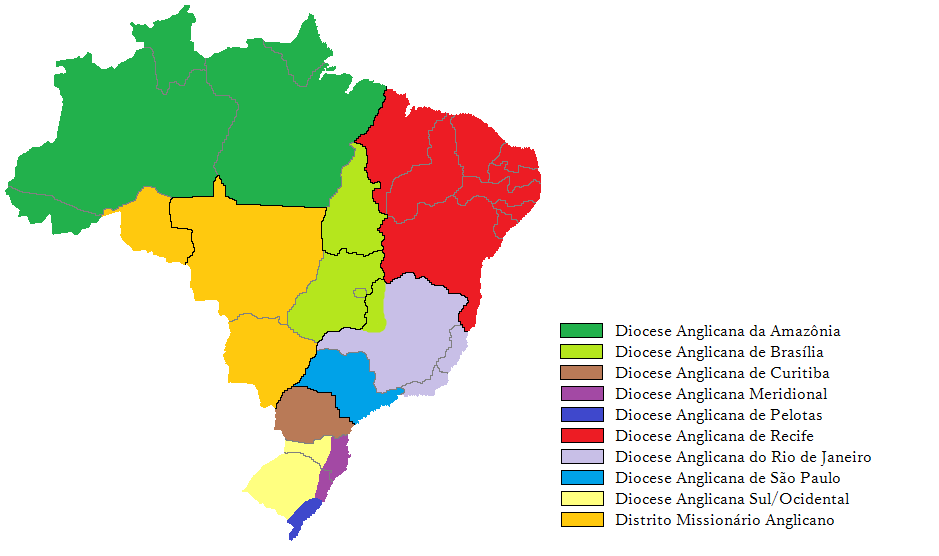
Mapa de las diócesis anglicanas de Brasil.

- Diócesis de Brasília
- Diócesis de Curitiba
- Diócesis de Pelotas
- Diócesis de Río de Janeiro
- Diócesis de São Paulo
- Diócesis de Recife
- Diócesis Meridional
- Diócesis Sur-Occidental
- Diócesis de la Amazonia
- Distrito Misionero del Oeste

## Obispos primados

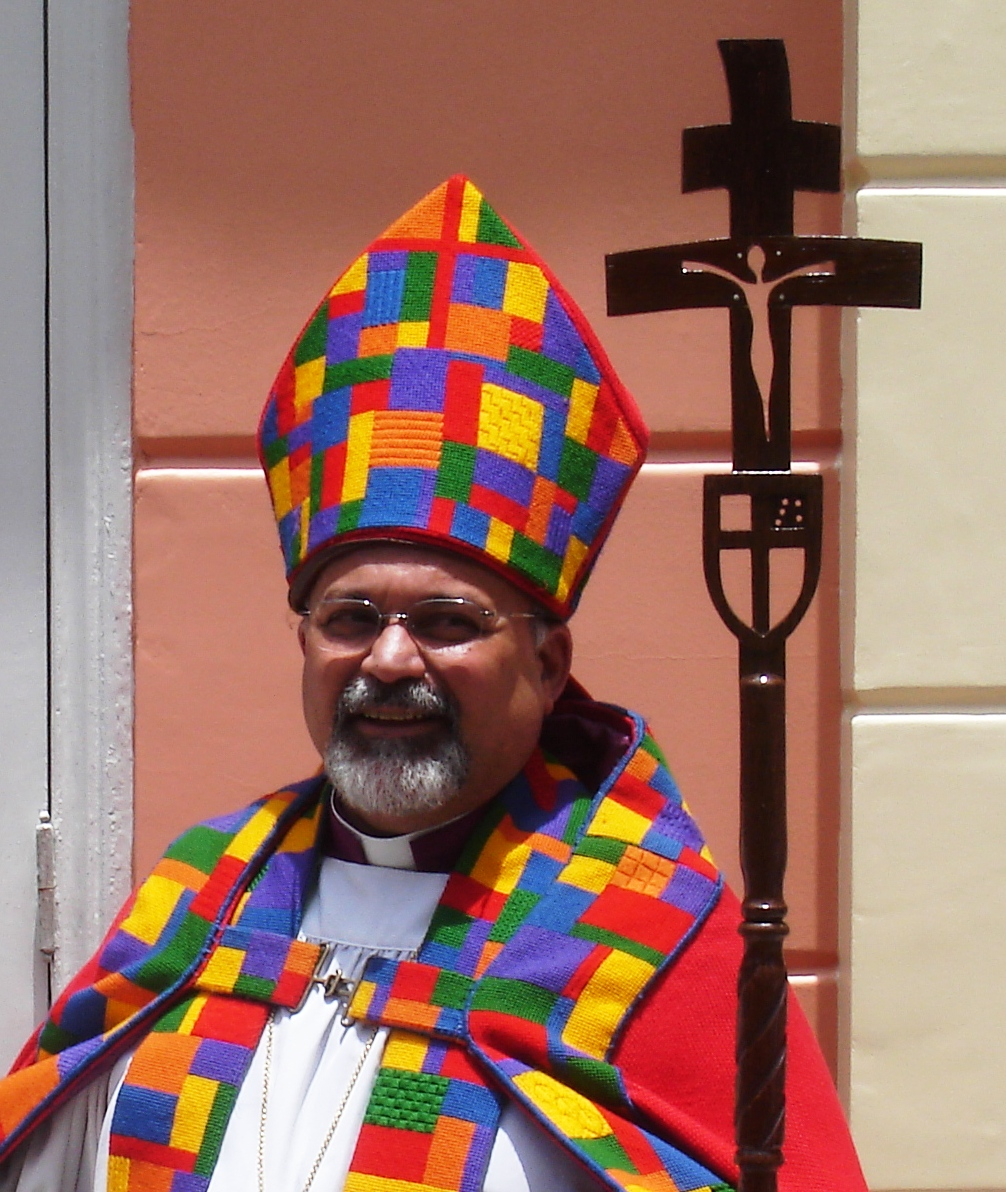
Mauricio José Araújo de Andrade, obispo primado de la Iglesia Episcopal Anglicana del Brasil desde 2006.

| #                | Nombre                          | Período          | Diócesis         |
| Obispos primados | Obispos primados                | Obispos primados | Obispos primados |
| ---------------- | ------------------------------- | ---------------- | ---------------- |
| 6º               | Maurício José Araújo de Andrade | 2006 en adelante | Brasília         |
| 5º               | Orlando Santos de Oliveira      | 2003 – 2006      | Porto Alegre     |
| 4º               | Glauco Soares de Lima           | 1993 – 2003      | São Paulo        |
| 3º               | Olavo Ventura Luiz              | 1986 – 1992      |                  |
| 2º               | Arthur Rodolpho Kratz           | 1972 – 1984      |                  |
| 1º               | Egmont Machado Krischke         | 1965 – 1971      |                  |

## Presidentes de la Cámara de Clérigos y Laicos
- Rev. Luiz Alberto Barbosa - 2006 en adelante (Diócesis de Brasília)
- Rev. Francisco de Assis da Silva - 2003-2006 (Diócesis Meridional)
- Revda. Dilce Regina Paiva de Oliveira - 2000-2003 (Diócesis de Pelotas)

## Secretarios generales
- Rev. Francisco de Assis da Silva - 2006 en adelante
- Sra. Cristina Takatsu Winishofer - 2003-2006
- Rev. Maurício José Araújo de Andrade - 1994-2003